# Paris-Nice 1934
Paris-Nice 1934 est la 2e édition de la course cycliste Paris-Nice. La course a lieu entre le 7 et le 11 mars 1934. La victoire revient au coureur belge Gaston Rebry, de l'équipe Alcyon. Le podium est complété par les coureurs français Roger Lapebie (La Française) et Maurice Archambaud (Alcyon).

## Participants
Dans cette édition de Paris-Nice, 101 coureurs participent. Parmi les participants, 41 sont des coureurs individuels et 60 sont membres d'équipes commerciales : Alcyon, La Française, Automoto, Dilecta, De Dion-Bouton, Oscar Egg, Helyett, Genial-Lucifer et Francis Pélissier.

## Étapes
| Étapes                | Date    | Villes étapes     | km     | Vainqueur d'étape | Leader du classement général |
| --------------------- | ------- | ----------------- | ------ | ----------------- | ---------------------------- |
| 1re étape             | 7 mars  | Paris-Nevers      | 219 km | Jules Merviel     | Jules Merviel                |
| 2e étape              | 8 mars  | Nevers-Lyon       | 250 km | Roger Lapébie     | Roger Lapébie                |
| 3e étape              | 9 mars  | Lyon-Avignon      | 222 km | Alfons Schepers   | Roger Lapébie                |
| 4e étape              | 10 mars | Avignon-Marseille | 205 km | Romain Maes       | Gaston Rebry                 |
| 5e étape, 1er secteur | 11 mars | Marseille-Cannes  | 191 km | Fernand Cornez    | Gaston Rebry                 |
| 5e étape, 2e secteur  | 11 mars | Cannes-Nice       | 91 km  | Roger Lapébie     | Gaston Rebry                 |

## Résultats des étapes

### 1reétape
7-03-1934. Paris-Nevers, 219 km.
|   | Cycliste      | Équipe                 | Temps           |
| - | ------------- | ---------------------- | --------------- |
| 1 | Jules Merviel | F.Pelissier-Hutchinson | 5 h 29 min 32 s |
| 2 | Jean Noret    | F.Pelissier-Hutchinson | m.t.            |
| 3 | Gaston Rebry  | Alcyon                 | m.t.            |

### 2eétape
8-03-1934. Nevers-Lyon, 250 km.
|   | Cycliste         | Équipe       | Temps           |
| - | ---------------- | ------------ | --------------- |
| 1 | Roger Lapébie    | La Française | 7 h 06 min 39 s |
| 2 | Edgard De Caluwé | Dilecta      | m.t.            |
| 3 | Gaston Rebry     | Alcyon       | m.t.            |

### 3eétape
9-03-1934. Lyon-Avignon, 222 km.
|   | Cycliste         | Équipe              | Temps           |
| - | ---------------- | ------------------- | --------------- |
| 1 | Alfons Schepers  | La Française        | 6 h 41 min 18 s |
| 2 | Joseph Demuysere | Genial-Lucifer      | m.t.            |
| 3 | Joseph Mauclair  | Automoto-Hutchinson | m.t.            |

### 4eétape
10-03-1934. Avignon-Marseille, 205 km.
|   | Cycliste     | Équipe     | Temps           |
| - | ------------ | ---------- | --------------- |
| 1 | Romain Maes  | Individuel | 5 h 46 min 00 s |
| 2 | Gaston Rebry | Alcyon     | + 4 s           |
| 3 | Robert Petit | Dilecta    | + 1 min 48 s    |

### 5eétape,1ersecteur
11-03-1934. Marseille-Cannes, 191 km.
|   | Cycliste         | Équipe     | Temps           |
| - | ---------------- | ---------- | --------------- |
| 1 | Fernand Cornez   | Oscar Egg  | 5 h 43 min 17 s |
| 2 | René Vietto      | Individuel | + 1 min 01 s    |
| 3 | Georges Speicher | Alcyon     | + 14 min 00 s   |

### 5eétape,2esecteur
11-03-1934. Cannes-Nice, 91 km.
|   | Cycliste           | Équipe       | Temps           |
| - | ------------------ | ------------ | --------------- |
| 1 | Roger Lapébie      | La Française | 2 h 41 min 46 s |
| 2 | Maurice Archambaud | Alcyon       | m.t.            |
| 3 | Edgard De Caluwé   | Dilecta      | m.t.            |

## Classements finals

### Classement général
|    | Cycliste           | Équipe                 | Temps            |
| -- | ------------------ | ---------------------- | ---------------- |
| 1  | Gaston Rebry       | Alcyon                 | 33 h 47 min 06 s |
| 2  | Roger Lapébie      | La Française           | + 6 min 24 s     |
| 3  | Maurice Archambaud | Alcyon                 | + 8 min 45 s     |
| 4  | Jules Merviel      | F.Pelissier-Hutchinson | + 11 min 18 s    |
| 5  | Raymond Louviot    | Genial-Lucifer         | + 18 min 20 s    |
| 6  | René Vietto        | Individuel             | + 25 min 05 s    |
| 7  | Edgard De Caluwé   | Dilecta                | + 25 min 37 s    |
| 8  | Georges Speicher   | Alcyon                 | + 30 min 42 s    |
| 9  | Léon Level         | Genial-Lucifer         | + 30 min 45 s    |
| 10 | Théo Herckenrath   | Individuel             | + 33 min 37 s    |